# Рошня (присілок)
Ро́шня (рос. Рошня, марій. Кожласола хутор) — присілок у складі Совєтського району Марій Ел, Росія. Входить до складу Ронгинського сільського поселення.

## Населення
Населення — 7 осіб (2010; 9 у 2002).
Національний склад (станом на 2002 рік):
- марі — 89 %